# پل کاسوف
پل کاسوف (انگلیسی: Paul Kossoff; ۱۴ سپتامبر ۱۹۵۰ – ۱۹ مارس ۱۹۷۶) گیتارنواز برجسته اهل بریتانیا بود که بیشتر به عنوان عضوی از گروه موسیقی راک فری شهرت دارد.
مجله رولینگ استون او را در رتبه ۵۱ از فهرست صد گیتارنواز برتر تاریخ قرار داده است.